# Anundsjö distrikt
Anundsjö distrikt är ett distrikt i Örnsköldsviks kommun och Västernorrlands län. Distriktet ligger omkring Bredbyn i norra Ångermanland. 

## Tidigare administrativ tillhörighet
Distriktet inrättades 2016 och utgörs av Anundsjö socken i Örnsköldsviks kommun.
Området motsvarar den omfattning Anundsjö församling hade 1999/2000.

## Tätorter och småorter
I Anundsjö distrikt finns två tätorter och sju småorter.

### Tätorter
- Bredbyn
- Mellansel

### Småorter
- Fannbyn
- Hädanberg
- Kubbe
- Norrflärke
- Norrmesunda
- Solberg
- Sörflärke